# مدرسة شارتر

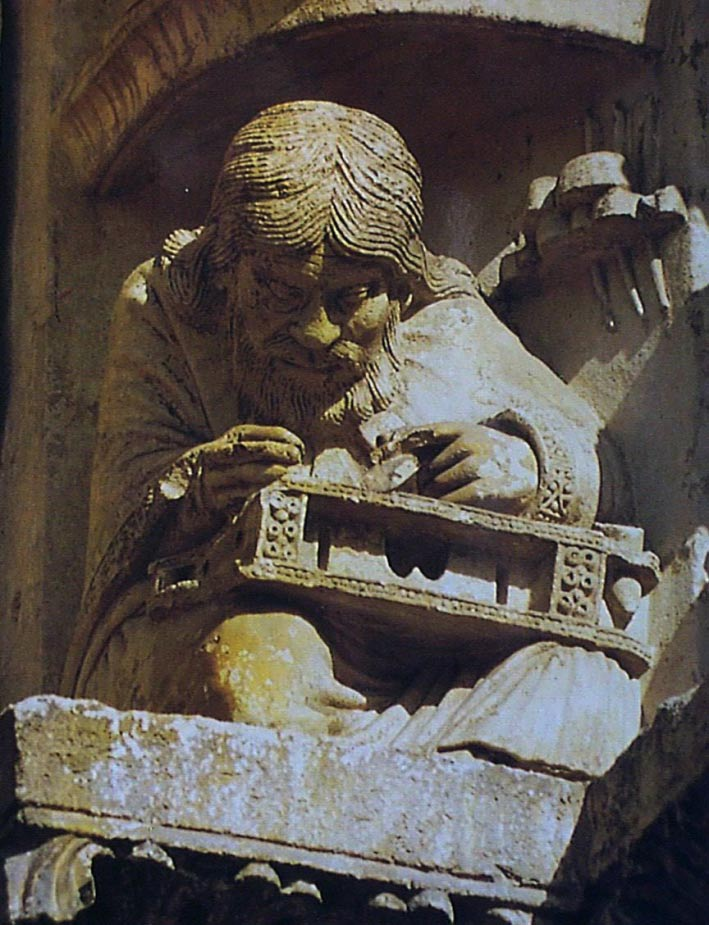

مدرسة شارتر L'Ecole de Chartres من مدارس علم النفس. كان مقرها في مدينة شارتر جنوب غرب مدينة باريس الفرنسية. بدأت نشاطها العلمي في القرن السادس الميلادي، ولكنها اشتهرت في القرنين الحادي عشر والثاني عشر الميلاديين.

## أهدافها
- الاستعانة بالعقل في الموضوعات التربوية.
- تقوية المواهب العقلية.
- ترسيخ اليقين وإزالة الشك.
- وجوب تفسير الإدراك الحسي تفسيرا فسيولوجيا.
- إرجاع الجهل بعلة الأشياء إلى أسباب نفسية.

## أبرز علمائها
- برنارد.
- تيودوريك.
- تييري دي شارتر.
- جيوم دي كونش.